# Albert Edrei
Albert Edrei (* 26. November 1914 in Alexandria, Ägypten; † 29. April 1998 in Princeton, New Jersey) war ein US-amerikanischer Mathematiker.
Edrei begann zunächst ein Ingenieurstudium an der ETH Zürich, wechselte dann aber auf Mathematik und Physik. 1939 promovierte er an der ETH, sein Betreuer war George Pólya. Während des Zweiten Weltkriegs war er in der französischen Armee und von 1945 bis 1949 war er Dozent an der Universität Alexandria. Von 1949 bis 1952 war er an den Universitäten von Saskatchewan und Colorado. Dann wechselte er an die Universität Syracuse. Dort wurde er 1956 Professor und 1971 Distinguished Professor.
Ein Schwerpunkt der Arbeiten von Edrei war die Nevanlinnasche Wertverteilungstheorie. Viele seiner Arbeiten zu diesem Thema sind gemeinsam mit Wolfgang Fuchs verfasst. Edrei arbeitete aber auch über verschiedene andere Themen der Funktionentheorie, etwa Padé-Approximation.
1950 war er Invited Speaker auf dem Internationalen Mathematikerkongress (ICM) in Cambridge (Massachusetts).